# Jogo eletrônico de aventura

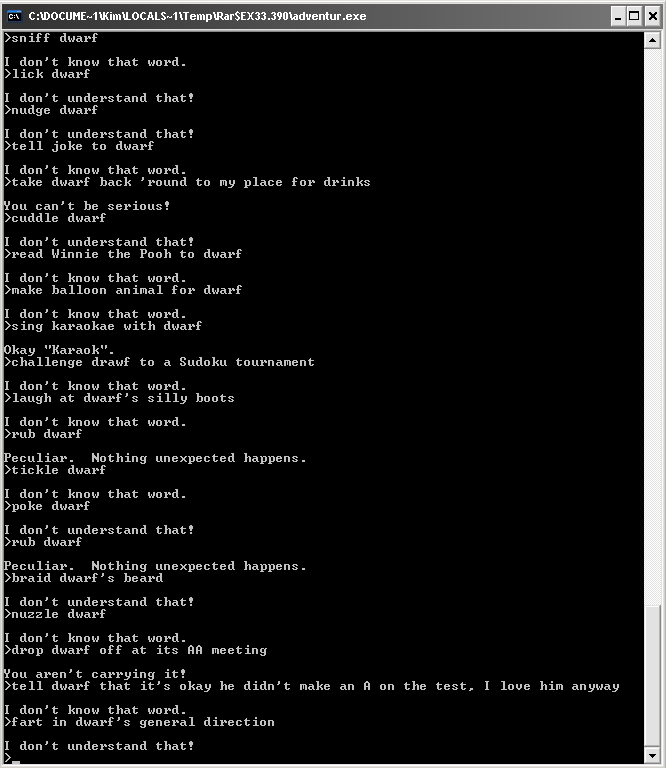
Tela de Colossal Cave Adventure, o primeiro adventure em texto.

Jogos de aventura, também conhecidos como adventures, são jogos eletrônicos cuja ênfase é focada no enredo e não na ação. São caracterizados pela exploração dos cenários, pelos enigmas e quebra-cabeças (os chamados "puzzles"), pela interação com outros personagens e pelo foco na narrativa. Um adventure normalmente dedica-se à histórias complexas e envolventes com mecânicas focadas no raciocínio lógico, diálogo entre personagens e na exploração. De maneira mais ampla, são jogos onde o jogador conduz um protagonista por uma história. Geralmente, os adventures são para um único jogador. 
Diferente de outros gêneros de jogos eletrônicos, o foco que os adventures colocam na história permite que uma vasta quantidade de gêneros literários possam ser usados ou incorporados em suas temáticas, como fantasia, ficção científica, mistério, horror ou comédia. Um jogo que define bem esse estilo é o clássico Where in the World is Carmen Sandiego?, um sucesso do início da década de 1980, no qual o jogador é instigado a viajar através do mundo para capturar a personagem Carmen San Diego e através dessas viagens, o jogador é apresentado à geografia e aos aspectos culturais dos países por onde passa.
Dentre os jogos de adventure mais populares podem ser destacados: Myst, Day Of The Tentacle, The Secret of Monkey Island, King's Quest, Space Quest, Zork, Gabriel Knight e mais recentemente Syberia e The Longest Journey. Alguns adventures recentes como Alone in The Dark 4 e Beyond Good & Evil também reúnem elementos de ação e estratégia em sua jogabilidade.
Houve uma queda enorme de popularidade do gênero com o surgimento da era dos jogos 3D, mas ainda mantêm um status cult e uma legião de fãs, que inclusive colabora fazendo remakes de jogos clássicos ou mesmo adventures originais.

## História dos adventures
Colossal Cave Adventure, esse adventure baseado totalmente em texto, lançado em 1976, é dito como o primeiro jogo de adventure a ser feito. A inovação e a interatividade que o jogo permitia para com o jogador, influenciaram um grupo de estudantes do MIT que se juntaram para formar uma empresa chamada Infocom que mais tarde veio a lançar o jogo também de adventure Zork. O jogo Colossal Cave Adventure do William Crowther foi tão importante que também influenciou os jogos Mystery House, Rogue, que gerou o gênero roguelike, e Adventure do Atari 2600, que inseriu o primeiro easter egg no mundo dos videogames.

Quando os computadores começaram a serem capazes de mostrar gráficos em tela, os jogos baseados em texto foram perdendo a força, e por meados da década de 1990, pouquíssimos jogos deste estilo ainda eram lançados.

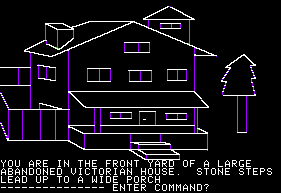
Tela de Mystery House, primeiro adventure gráfico para Apple II.

O primeiro jogo adventure a possuir gráficos em tela foi Mystery House, lançado em 1980 pela Sierra Online Systems. O jogo foi idealizado pela Roberta Williams e programado por seu marido Ken Williams, ambos cofundadores da Sierra Online Systems. O jogo tinha gráficos vetoriais simples e era jogado numa interface de comandos, o que foi um avanço com relação aos adventures baseados somente em texto. A inovação trazida pelo Mystery House com os gráficos vetoriais, tornou possível o uso de animações gráficas na tela do computador. 
Esses avanços tecnológicos permitiram a criação do primeiro jogo da série King's Quest, lançado em 1984 pela Sierra Systems, que fazia bastante uso de gráficos vetoriais coloridos e animações. Foi um dos maiores sucessos de jogos adventure da época, o que deu ainda mais liberdade para a Sierra expandir suas ambições.
Com o desenvolvimento de novas tecnologias para os computadores, quando estes começaram a serem capazes de utilizar dispositivos apontadores, que anos depois foram padronizados no que chamamos de mouse, os jogos passaram a abandonar o modelo de digitar comandos para realizar ações, pois agora os jogadores poderiam usar esses dispositivos apontadores e clicar nos objetos em tela, surgindo assim o termo point-and-click, que marcou os adventures dessa época.

## Declínio
Os adventures representavam mais de 50% do mercado de jogos nos EUA na década de 1980 e no início da década de 1990, e hoje em dia representam cerca de 6% dos jogos vendidos no mercado norte-americano. Na Europa os adventures atingem cerca de 12% do mercado, enquanto que no Brasil não há dados confiáveis sobre o mercado de jogos, pois a pirataria de software compromete o setor como um todo.
As adventures também conquistaram boa popularidade no Brasil durante o início da febre de jogos para computadores pessoais nos anos 90. Devido à pirataria, hoje em dia quase nenhum jogo é lançado no país com tradução para o português. Diferentemente dos jogos de ação, para a maioria dos adventures é necessária plena compreensão da história, e isso afastou muito o potencial público brasileiro.
Em meados dos anos 90 o sucesso do PlayStation, console da Sony, é apontado como o responsável pela mudança de rumo dos adventures, já que ele inaugurou a era dos jogos 3D, quando todas as empresas fabricantes de jogos passaram a criá-los dando prioridade para o uso extremo de todos os recursos técnicos disponíveis. A indústria norte-americana se afastou dos adventures, enquanto a Europa passou a dominar o setor, produzindo adventures modernos, sucessos de público, crítica especializada e mercado, como os jogos Dreamfall e Indigo Prophecy, que chegaram em 2006 à lista de jogos Mais Vendidos em lojas online como a Amazon. Os adventures modernos fazem uso pleno dos recursos de animação 3D e interatividade, sempre mantendo a característica de ter um sólido roteiro.